# I miei complimenti
I miei complimenti è il secondo singolo ad essere estratto da Inaspettatamente, quarto album della cantante romana Marina Rei nel 2000.
Il brano è un'amara lettera sul mondo nascosto che alle volte si nasconde dietro al gioco delle parti. I complimenti sono l'ultimo gesto, ironico e sprezzante, l'ultima ricompensa di tanta falsità.
Pubblicato il 19 gennaio 2001, Il video musicale è stato diretto da Alex Infascelli mentre l'orchestra d'archi è quella dei Solis String Quartet.
Riproposto nel 2007 in versione acustica per la promozione dell'album Al di là di questi anni, del brano esistono diverse versioni eseguite durante i concerti, ad esempio con Max Gazzè.
Il brano è inoltre stato suonato assieme a Carmen Consoli e Paola Turci durante il concerto Amiche per l'Abruzzo.